# Kanton Colmar-Sud
Colmar-Sud is een voormalig kanton in het Franse departement Moselle.

## Geschiedenis
Op 1 januari 2015 werd het arrondissement Colmar opgeheven en werd het kanton opgenomen in het arrondissement Colmar-Ribeauvillé. Op 22 maart van hetzelfde jaar werden de kantons van Colmar opgeheven en werd de gemeente herverdeeld over de nieuwe kantons Colmar-1 en -2. De gemeente Sainte-Croix-en-Plaine werd opgenomen in het kanton Colmar-2.

## Gemeenten
Het kanton Colmar-Sud omvatte de volgende gemeenten:
- Colmar (deels, hoofdplaats)
- Sainte-Croix-en-Plaine